# إبراهيم الحمادي
إبراهيم محمد الحمادي (مواليد 4 أغسطس 2000)، لاعب كرة قدم إماراتي يجيد اللعب كمدافع يلعب حالياً مع نادي الظفرة.